# Sövestads landskommun
Sövestads landskommun var en tidigare kommun i dåvarande Malmöhus län.

## Administrativ historik
Kommunen bildades i Sövestads socken i Herrestads härad i Skåne när 1862 års kommunalförordningar trädde i kraft. 
Vid kommunreformen 1952 uppgick kommunen i Herrestads landskommun som uppgick 1971 i Ystads kommun.

## Politik

### Mandatfördelning i Sövestads landskommun 1938-1946
| 10 | 9 |

| 19 |

| 11 | 8 |

| 18 |

| 11 | 8 |

| 18 |